# Paralepis
Paralepis (Cuvier, 1816) è un genere di pesci marini appartenenti alla famiglia Paralepididae.

## Distribuzione e habitat
Questo genere è presente in tutti i mari e gli oceani. Nel mar Mediterraneo sono presente le specie P. coregonoides e P. speciosa, quest'ultima endemica.
Sono pesci che possono spingersi a oltre 3 000 metri di profondità. Fanno vita mesopelagica o batipelagica.

## Descrizione
Possono raggiungere i 50 cm di lunghezza.

## Tassonomia
Il genere comprende 4 specie:
- Paralepis brevirostris
- Paralepis coregonoides
- Paralepis elongata
- Paralepis speciosa